# Merluccius paradoxus
Merluccius paradoxus és una espècie de peix pertanyent a la família dels merlúccids.

## Descripció
- Pot arribar a fer 115 cm de llargària màxima (normalment, en fa 60).
- Cos més esvelt que el d'altres lluços i de color gris acerat al dors, el qual esdevé blanc argentat de forma gradual en arribar al ventre.
- Cap gros.
- 1 espina i 42-50 radis tous a l'aleta dorsal i 38-41 radis tous a l'anal.
- Els extrems de l'aleta pectoral arriben al nivell de l'origen de l'aleta anal.
- Branquiespines curtes, gruixudes i amb les puntes romes.[6][7][8]

## Alimentació
Menja peixos, eufausiacis, calamars i Mysida. Els joves es nodreixen principalment d'eufausiacis i van ampliant la varietat de llur dieta a mesura que creixen. Els individus més grossos poden ésser caníbals.

## Depredadors
És depredat pel gutxo aspre (Centrophorus squamosus), Arctocephalus pusillus pusillus i, a Sud-àfrica en concret, per Merluccius capensis, Chelidonichthys capensis, Malacocephalus laevis, Merluccius paradoxus, Helicolenus dactylopterus, la rajada blanca (Raja alba), la clavellada (Raja clavata), Raja doutrei, Raja leopardus, Raja pullopunctata i Rajella barnardi.

## Hàbitat
És un peix marí, batidemersal i no migratori, el qual viu entre 200 i 1.000 m de fondària (18°S-38°S, 11°E-46°E).

## Distribució geogràfica
Es troba a Madagascar, Namíbia i Sud-àfrica.

## Observacions
És inofensiu per als humans.